# Denominació comuna internacional
La Denominació Comuna Internacional (DCI o INN, en les sigles de l'anglès,) és el nom oficial no comercial o genèric d'una substància farmacològica (medicament o droga). La DCI té l’objectiu de fer la comunicació més precisa en proporcionar un nom únic i estándar per a cada principi actiu i, d’aquesta manera, evitar errors en la prescripció o dispensació. Va ser establert pel Comitè de Nomenclatures de l'Organització Mundial de la Salut en la seva resolució WHA3.11 el 1950 i la primera llista es va publicar l'any 1953.
La DCI té al voltant de 7.000 substàncies, cada any se n'afegeixen de 120 a 150. Per evitar confusions, les quals podrien posar en perill la seguretat dels pacients, les marques registrades (trademarks) ni haurien de derivar de la DCI ni contenir arrels comunes usades en les DCI. Un paper similar en la química el té la nomenclatura IUPAC, però aquesta no és tan adequada per a ser usada en l'ús comú, ja que típicament són noms molt llargs i complicats.
Una substància farmacèutica o principi actiu pot ser coneguda sota diversos noms químics, un o més codis d'investigació, sinònims, un nom oficial (com a mínim) i diversos noms registrats o marques comercials en diferents països. Aquesta diversitat pot causar confusions. Tot i que en certs entorns es tendeix a fer servir el nom comercial, la tendència hauria de centrar-se en la Denominació Comuna Internacional. La seva precisió, uniformitat i acceptació internacional converteixen la DCI en el medi ideal de comunicació entre metges, farmacèutics i pacients, no només de diferents països, sinó també en un mateix país. A banda de les prescripcions, la DCI es fonamental en les publicacions mèdiques.
Per exemple, els noms commercials Celexa, Celapram and Citrol contenen el mateix principi actiu i la seua DCI és citalopram. El medicament antibacterià conegut com a cotrimoxazol i també els comercialitzats amb els noms de Bactrim® i Septran® contenen dos principis actius que podem reconiexer per les seues DCI: trimetoprim i sulfametoxazol.
Cada DCI és única, però pot continir una arrel compartida amb altres principis actius de la mateixa classe; per exemple, els bloquejadors beta propranolol i atenolol tenen el mateix sufix  -olol, i les benzodiazepines  lorazepam i diazepam comparteixen el sufix  -azepam.
La Organització Mundial de la Salut (OMS) publica les DCI en anglès, francès, llatí, rus, espanyol, àrab i xinès. Sovint, les DCI  tenen noms similars en la majoria de les llengües, amb minims diferències en la pronúncia o l’escriptura. Per exemple: paracetamol (en) paracetamolum (la), paracétamol (fr) and парацетамол (ru). Una DCI establerta s'anomena DCI recomanada (rINN en anglès), mentre que una DCI en consideració s'anomena DCI proposada (pINN en anglès).
Actualment, denominacions communes nacionals com les  British Approved Names (BAN), Dénominations Communes Françaises (DCF), Japanese Adopted Names (JAN) i United States Adopted Names (USAN) son idèntiques a l’INN, amb comptades excepcions. A més, les DCI faciliten l'adscripció dels fàrmacs al grup farmacològic al qual pertanyen o agent actiu que conté. Les DCI són una proposta més universal per uniformitzar la nomenclatura dels fàrmacs.
La DCI ha permès que les autoritats sanitàries de diversos països puguin elaborar formularis nacionals de medicaments amb la finalitat d'uniformitzar les compres i prescripcions de medicaments, així com per facilitar la qualitat de la seva producció i elaboració. (Vegeu medicament genèric).

## Arrels dels noms
Les substàncies de la mateixa classe terapèutica o química normalment donen lloc a noms am la mateixa arrel lingüística. Les arrels normalment es posen al final de la paraula, però en alguns casos s'usen al principi de la paraula. Es recullen en una publicació informalment coneguda com a Llibre d'arrels (Stem Book).

## Exemple
| DCI (INN, International Nonproprietary Name,en anglès): | Paracetamol |
| British Approved Name (BAN):                            | Paracetamol |
| United States Adopted Name (USAN):                      | Acetaminophen |
| Altres noms genèrics:                                   | N-acetil-p-aminofenol, APAP, p-Acetamidofenol, Acetamol,...                                                                                  |
| Noms comercials:                                        | Tylenol®, Gelocatil®, Efferalgan®, Panadol®, Panamax®, Perdolan®, Calpol®, Doliprane®, Tachipirina®, Ben-u-ron®,Atasol®,Tapsin SC®, Zolben®. |
| Nomenclatura IUPAC:                                     | N-(4-hidroxifenil)etanamida |

## Escola de la DCI (School of INN)
L'Escola de la DCI ( https://extranet.who.int/soinn/) és una iniciativa del International Nonproprietary Name Programme de l’OMS iniciada l’any 2019, amb l’objectiu de proporcionar informació sobre com es designa i construeix una DCI adreçada a estudiants de farmàcia, medicina i altres professionals de la salut.
Els usuaris poden fer cursos autoaplicats gratuïts sobre diferents temes en una plataforma d’aprenentatge de codi obert. Per exemple, el curs An Introduction to Drug Nomenclature and INN proporciona una visió general sobre la nomenclatura dels medicaments i la manera com s'obtenen i es construeixen les DCI. El curs Learning Clinical Pharmacology (ATC classification, INN system) explica els fonaments per tal d’aprendre farmacologia tot fent server les arrels de la DCI.
Els estudiants registrats poden fer alters cursos de l’Escola de la DCI, com el curs Stem in a pill, en el qual cada tema o curs inclou informació que relaciona la DCI amb la farmacologia per a cada arrel, incloent indicacions d’ús, el mecanisme d’acció, farmacocinètica, contraindicacions i interaccions d’alguns dels principis actius que comparteixen la mateixa arrel. (xinès)
També hi ha la secció "How to ..." sobre els serveis del Programa de la DCI i MedNet INN, que permet als usuaris de fer cerques a la base de dades de la DCI i obtenir informació sobre una DCI, informació química i el codi ATC, entre alters dades. (xinès)
L’Escola de la DCI ha creat uns centres pilot en col·laboració amb algunes universitats en diferents continents: University of the Western Cape, Sud-àfrica, Università degli Studi del Piemonte Orientale "Amedeo Avogadro", Itàlia, Université Grenoble-Alpes, França, Universitat Ramon Llull i Universidad de Alcalá, Espanya. Aquests centres pilot participen en la disseminació de l’ús de la DCI, fonamenten la docència en la DCI i duen a terme activitats de recerca relacionades.